# الکساندر گودس
الکساندر گودس (پرتغالی: Alexandre Xavier Pereira Guedes؛ زادهٔ ۱۱ فوریهٔ ۱۹۹۴)، بازیکن فوتبال اهل پرتغال است. پست تخصصی او مهاجم است.

## افتخارات

### شخصی
- بهترین گلزن مسابقات قهرمانی زیر ۱۹ سال اروپا (۲۰۱۳)

### باشگاهی
دسپورتیو آوس
- نایب قهرمان لیگ دسته دوم فوتبال پرتغال (۲۰۱۷–۲۰۱۶)
- قهرمان جام حذفی فوتبال پرتغال (۲۰۱۸–۲۰۱۷)